# Computador doméstico

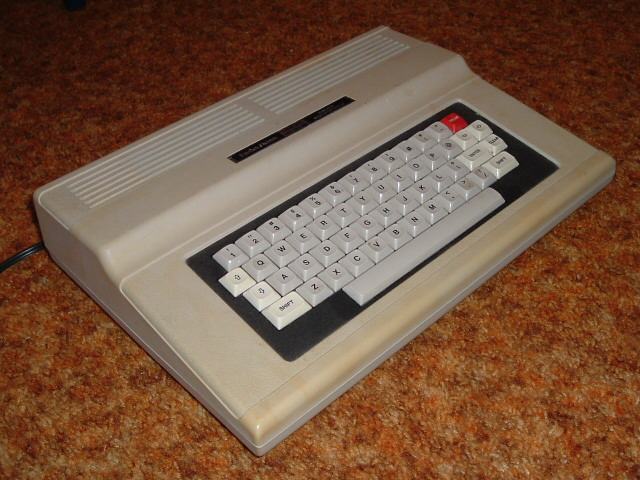
TRS-80 Color Computer II

Computador doméstico é a designação amigável da segunda geração de microcomputador, tendo seu uso sido iniciado em 1977 e tornando-se comum durante a década de 1980. 
O computador doméstico tornou-se disponível para o público em geral devido a produção em massa dos microprocessadores e, como seu nome indica, tendia a ser utilizado nos lares, em vez do contexto indústria/negócios. O nome também assinala a diferença para a primeira geração de microcomputadores (de 1974-75 em diante), que atendia principalmente aos interesses de engenheiros e hobistas habilidosos em trabalhos de solda, visto que eram freqüentemente vendidos como "kits" para montagem pelo utilizador. O uso do termo "computador doméstico" praticamente desapareceu em fins da década de 1980 nos EUA. e no Brasil, ou no princípio dos anos 1990 (na Europa). Explica-se isto pela ascensão dos modelos de computador pessoal compatíveis com o IBM-PC (que não são cobertos por este verbete), e a consequente preferência pelo uso do termo "PC" em vez de "computador doméstico". Hoje os computadores pessoais são cada vez mais robustos e com preço acessível a todos, atendendo todas as classes sociais e o melhor com tecnologia de ponta.

## Histórico

### Cenário inicial

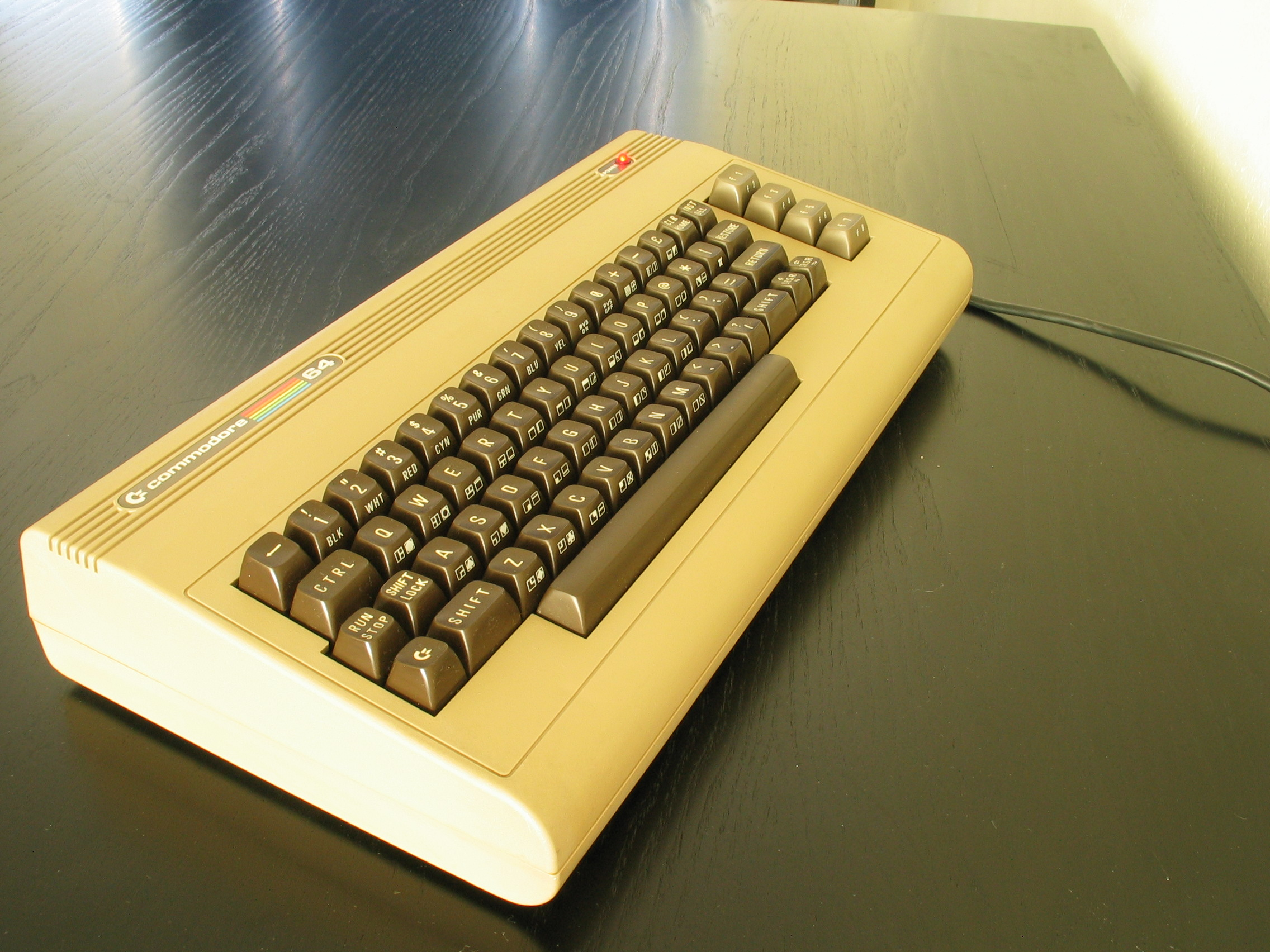
Computador doméstico Commodore 64

Em 1974, o escritor Arthur C. Clarke (1917-2008) "previu" o surgimento da Internet e do PC. Depois do sucesso monumental do lançamento do Apple II da Apple Computer, em 1977 (o qual particularmente demonstrou sua importância através da popularidade do programa VisiCalc), um vasto número de novas máquinas de todos os tipos, de certo modo lembrando a explosão de novas formas de vida no período Cambriano, começaram a aparecer durante o final dos anos 1970 e o início dos anos 1980. Isto incluiu exotismos de vida curta, como o britânico Jupiter Ace, que possuía a linguagem FORTH em seu sistema operacional, ou o estranho CCE MC-1000, um microcomputador brasileiro compatível apenas com ele mesmo. Uns poucos tipos sobreviveram por mais algum tempo, como o britânico BBC Micro, o japonês MSX e os norte-americanos Commodore 64 e Amiga, os quais têm ainda seguidores fiéis.
Todavia, o surgimento do IBM-PC (sendo sua designação original "IBM 5150", na quase anônima nomenclatura-padrão IBM) em Agosto de 1981, levou ao domínio do computador pessoal compatível com o IBM-PC e às novas gerações de Videogames. Enquanto o Apple II foi eventualmente desbancado pelo IBM-PC e seus clones, o lançamento do Apple Macintosh em 1984 por parte da Apple Computer criaria um novo paradigma para o computador doméstico que o IBM-PC e seus clones iriam posteriormente emular.

### Tecnologia
Muitos computadores domésticos eram superficialmente similares, tendo alguns um teclado mecânico simplificado (chamado "teclado chiclete") integrado à caixa que continha o microprocessador e capazes de exibir 20–40 colunas de texto num aparelho de televisão. Muitos usavam como dispositivos de armazenamento os largamente disponíveis, notoriamente lentos e não muito confiáveis gravadores de cassetes, visto que os drives de disquete eram extremamente caros nessa época, especialmente fora dos Estados Unidos (freqüentemente, um único acionador de disquetes podia custar mais caro do que o próprio computador, devido a sua construção mecânica ser mais complicada, e portanto, custar mais). Acima de tudo, redução de custos era a palavra de ordem para a maioria destas máquinas, com o intuito de manter os preços baixos o suficiente para encorajar pessoas comuns a comprá-las. Um ótimo segmento comprador eram as famílias com crianças em idade escolar.
Todos os computadores modernos utilizam um sistema operacional (SO) o qual age como uma interface entre o operador e o hardware interno do computador (RAM, UCP, etc.). Os computadores domésticos freqüentemente tinham seus SO, dos quais uma parte era usualmente um interpretador BASIC, armazenado em um ou mais chips de memória ROM. O termo "software" comumente indicava programas aplicativos situados "acima" do SO para realizar uma tarefa específica, por exemplo um editor de textos ou jogo de computador. Como muitos computadores antigos rapidamente se tornaram obsoletos, tornou-se popular entre os fãs habilitar um tipo de computador para emular outro através do uso de programas de emulação. Assim, muitos dos ambientes operacionais dos computadores listados abaixo podem ser recriados num PC moderno.

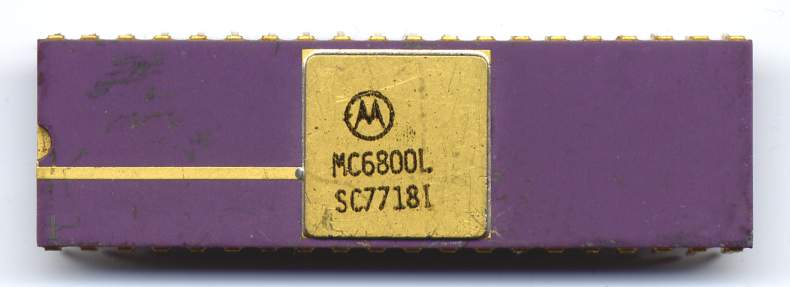
Microprocessador Motorola 6800

Computadores domésticos eram baseados principalmente em microprocessadores de 8 bits, tipicamente empregando as UCPs MOS Technology 6502 ou o Zilog Z80. Uma grande variedade de computadores domésticos de 8 bits foram desenvolvidos e comercializados durante o início e meados dos anos 1980. Uma exceção notável foi a série TI-99, lançada em 1979 com uma UCP TMS9900 de 16 bits. Eles foram sendo gradualmente suplantados pelo IBM-PC (principalmente por seus clones, que custavam significativamente menos que a máquina original) e, a partir de 1984, pelos computadores pessoais baseados no Motorola 68000, que competiam com os IBM-PC. Alguns fabricantes tentaram prolongar a vida comercial de seus computadores de 8 bits através de reduções de preço e outros meios (ver, por exemplo, o caso do GEOS), mas sua era tinha terminado.

### Cenário no Brasil
O Brasil vivia sob a Reserva de Mercado de Informática desde 1984, que promoveu que empresas brasileiras copiassem projetos estrangeiros. Ficaram conhecidas no pais as linhas de computadores Sinclair, MSX, Apple e TRS, fabricados pelas empresas Microdigital, Prológica, Gradiente, Sharp, entre outras. Com o fim da reserva de marcado, saltamos diretamente para os computadores pessoais 486, Macintosh e Amiga, no início dos anos de 1990.
- Sinclair, fabricado pela Microdigital (TK-82, TK-85 e TK-90X) e pela Prológica (NE-Z80 e CP200), eram computadores compatíveis com ZX-80, ZX-81 e ZX Spectrum.
- MSX, fabricado pela Gradiente (Expert) e pela Sharp (Hotbit).
- Apple, fabricado pela Microdigital (TK2000 e TK3000) e algumas outras (CCE MC4000, Unitron APII e a própria Apple com o Apple IIc).
- TRS, fabricado pela Prológica (CP300, CP400 e CP500) e pela Sysdata (JR), todos compatíveis com o TRS-80.

## Computadores domésticos notáveis

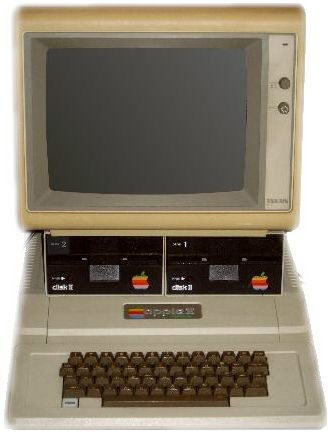
Computador doméstico Apple II

A lista abaixo pretende relacionar os computadores domésticos mais populares e/ou historicamente significativos de fins dos anos 1970 e dos anos 1980. Ela inclui o ano de lançamento bem como o país/região de origem do equipamento. Como critérios de avaliação foram considerados:
- Inovação tecnológica;
- Número de unidades vendidas;
- Quantidade de clones a que deu origem;

Por estes critérios, os lançamentos mais significativos (em ordem cronológica) foram:
1. Apple II (1977)
2. ZX Spectrum (1982)
3. Commodore 64 (1982)
4. Apple Macintosh (1984)

Para facilitar a compreensão, diferentes modelos numa determinada linha de computadores compatíveis receberam uma única entrada, caso das famílias Apple II e TRS-80.
| Lançamento       | Computador                 | País/Região | Notas |
| ---------------- | -------------------------- | ----------- | --- |
| Junho de 1977    | Apple II                   | EUA         | gráficos coloridos, oito "slots" de expansão |
| Agosto de 1977   | TRS-80                     | EUA         | primeiro computador doméstico por menos de US$600 |
| Dezembro de 1977 | Commodore PET              | EUA         | primeiro computador totalmente integrado: teclado/monitor/armazenamento                                                                                                   |
| 1979             | Atari 400/800              | EUA         | primeiro computador com "chipset" customizado e chip de vídeo programável                                                                                                 |
| 1980             | Sinclair ZX80              | Reino Unido | £99; primeiro computador popular da história |
| 1980             | Commodore VIC-20           | EUA         | menos de US$300; primeiro computador do mundo a ultrapassar um milhão de unidades vendidas                                                                                |
| 1980             | TRS-80 Color Computer      | EUA         | Motorola 6809, Sistema Operacional OS-9, multiusuário e multitarefa |
| 1981             | Sinclair ZX81              | Reino Unido | menos de US$ 100; popularizou o uso de computadores domésticos na Europa e no Brasil                                                                                      |
| Junho de 1981    | Texas Instruments TI-99/4A | EUA         | baseado no menos bem-sucedido TI-99/4; primeiro computador a usar uma CPU de 16 bits                                                                                      |
| Agosto de 1981   | IBM-PC                     | EUA         | a versão original do computador pessoal que deu origem aos IBM-PC compatíveis e liquidou os computadores domésticos                                                       |
| 1981             | BBC Micro                  | Reino Unido | primeiro computador criado especificamente para educação no Reino Unido; BASIC avançado e várias portas de entrada/saída                                                  |
| Abril de 1982    | ZX Spectrum                | Reino Unido | um dos maiores sucessos da indústria britânica; foi clonado legal e ilegalmente em vários países, sendo que na Rússia muitos clones avançados continuam ainda em produção |
| Agosto de 1982   | Commodore 64               | EUA         | o modelo de computador doméstico que mais vendeu em todos os tempos: mais de 20 milhões de unidades                                                                       |
| 1983             | MSX                        | Japão       | um computador com padrões definidos pela ASCII e Microsoft, produzido legalmente em vários países, inclusive no Brasil a partir de 1985                                   |
| 1984             | Amstrad CPC & Amstrad PCW  | Europa      | padrão comercial britânico anterior ao IBM-PC; as vendas na Alemanha se aproximaram das do C64                                                                            |
| 1985             | Atari ST                   | EUA         | primeiro computador com interface musical MIDI embutida; também apresentava 1 MB de RAM por menos de US$ 1 000                                                            |
| Julho de 1985    | Commodore Amiga            | EUA         | chipset original Amiga para gráficos e som; SO multitarefa; popular na área de computação gráfica no Brasil                                                               |
| 1987             | Acorn Archimedes           | Europa      | baseado no microprocessador ARM de 32 bits desenvolvido pela Acorn; o mais poderoso computador doméstico em sua classe, quando do seu lançamento                          |